# Blast from Your Past
Blast from Your Past es el primer álbum recopilatorio que contiene las canciones grabadas en 1970 a 1974 del músico británico Ringo Starr, lanzado al mercado por Apple Records el 20 de noviembre de 1975. El álbum muestra su carrera musical de 1970,  así como su última publicación con las disqueteras EMI y Apple Records (compañía de The Beatles) antes de ser refundada a comienzos de la década de 1990. Tras su marcha de las disqueteras, Starr firmó un nuevo contrato con Atlantic Records para la comercialización de sus trabajos en Estados Unidos y con Polydor Records para su comercialización a nivel mundial.

## Contenido
Blast From Your Past contiene ocho sencillos, una cara B y un tema extraído de un álbum, publicados durante un periodo de cinco años entre 1970 y 1975. Los ocho sencillos, a excepción de «Beaucoups of Blues», fueron top 10 en la lista estadounidense Billboard Hot 100, y cinco de ellos también entraron en la lista británica UK Singles Chart. De ellos, «Photograph» y «You're Sixteen» alcanzaron el primer puesto de la lista estadounidense. Por otra parte, «Early 1970» fue la cara B del sencillo «It Don't Come Easy», mientras que «I'm the Greatest» fue extraída del álbum Ringo, al igual que «Oh My My» y «You're Sixteen». «No No Song» y «Only You (And You Alone)», además de ser publicados como sencillos, fueron también incluidos en el álbum Goodnight Vienna. 
La canción «You're Sixteen» fue la única canción de Ringo incluida en The Greatest Music Ever Sold, un álbum recopilatorio promocional distribuido por Capitol Records, como parte de una campaña homónima, a tiendas locales durante la Navidad de 1976 como parte de la campaña homónima, que promocionaba varios álbumes publicados por la compañía discográfica. En 2002, Capitol incluyó «It Don't Come Easy» en una caja recopilatoria conmemorativa del sexagésimo aniversario de Capitol.

## Recepción
Blast From Your Past fue publicado el 25 de noviembre de 1975 en los Estados Unidos y el 12 de diciembre en el Reino Unido. Aunque no entró en la lista de discos más vendidos del Reino Unido, aun con el repaldo del sencillo «Oh My My» publicado el 9 de enero de 1976, el álbum alcanzó el puesto 30 en la lista estadounidense Billboard 200.
En septiembre de 1981, Blast From Your Past fue reeditado por Capitol Records en los Estados Unidos, mientras que en el Reino Unido la reedición fue publicada por Music for Pleasure el 25 de noviembre de 1981. El álbum fue también publicado por primera vez en disco compacto en el Reino Unido el 26 de mayo de 1987, mientras que en los Estados Unidos apareció en enero de 1988.
Las diez canciones de Blast From Your Past fueron incluidas en el recopilatorio de 2007 Photograph: The Very Best of Ringo, que resume la carrera musical de Ringo desde la separación de The Beatles hasta la publicación del álbum Choose Love (2005).

## Lista de canciones
| Cara A |                      |                                  |          |  |
| N.º    | Título               | Escritor(es)                     | Duración |  |
| 1.     | «You're Sixteen»     | Bob Sherman, Richard Sherman     | 2:47     |  |
| 2.     | «No No Song»         | Hoyt Axton, David Jackson        | 2:29     |  |
| 3.     | «It Don't Come Easy» | Richard Starkey                  | 3:02     |  |
| 4.     | «Photograph»         | George Harrison, Richard Starkey | 3:55     |  |
| 5.     | «Back Off Boogaloo»  | Richard Starkey                  | 3:18     |  |

| Cara B |                            |                              |          |  |
| N.º    | Título                     | Escritor(es)                 | Duración |  |
| 6.     | «Only You (And You Alone)» | Buck Ram, Ande Rand          | 3:23     |  |
| 7.     | «Beaucoups of Blues»       | Buzz Rabin                   | 2:32     |  |
| 8.     | «Oh My My»                 | Vini Poncia, Richard Starkey | 4:17     |  |
| 9.     | «Early 1970»               | Richard Starkey              | 2:19     |  |
| 10.    | «I'm the Greatest»         | John Lennon                  | 3:22     |  |

## Posición en listas
| País           | Lista                  | Posición |
| -------------- | ---------------------- | -------- |
| Australia      | ARIA Albums Chart      | 95       |
| Estados Unidos | Billboard 200          | 30       |
| Japón          | Oricon LP Chart        | 44       |
| Noruega        | VG-lista Top 40 Albums | 21       |